# Monte Nisir
El Monte Nisir (deletreado como Monte Niṣir, y también llamado Monte Nimush), es mencionado en la antigua Epopeya de Gilgamesh, y es supuestamente la montaña conocida como "Pir Omar Gudrun" (elevación 2588 m), situada cerca de la ciudad Sulaymaniyah en Kurdistán. El nombre puede significar "Monte de la Salvación".
Según la Epopeya de Gilgamesh, el Monte Nisir es el lugar de descanso del barco construido por Utnapishtim. A pesar de las descripciones precisas dentro de la Epopeya, nunca se han atrevido a buscar los restos del barco sobre dicho Monte.
Una traducción alternativa del Monte Nisir en la Epopeya de Gilgamesh "XI, 141a" se basa en palabras ambiguas: KUR-ú KUR ni-sir mantuvo firme la barca.  La palabra sumeria KUR puede significar tierra, país o colina, pero no montaña. En acadio, KUR con el complemento fonético -ú se lee como shadû que puede significar colina o montaña. El segundo KUR es un determinativo que indica que nisir es el nombre de una colina, tierra o país (en acadio, una montaña). Sin embargo Thompson leyó este determinante como matu, una palabra acadia para "país". El "país" Nisir puede haber obtenido su nombre de nisirtu, que significa una localidad escondida, inaccesible o aislada. Por lo tanto, se podría interpretar como: el barco pudo haber encallado en una colina inaccesible.